# علي آباد (لارستان)
علي آباد (بالفارسية: علی‌آباد) (بالإنجليزية: Aliabad)‏، قرية في قسم حومه الريفي، الناحية المركزية، مقاطعة لارستان، محافظة فارس، إيران. يبلغ عدد سكانها حسب إحصاء عام 2006 ميلادية 1,321 نسمة في 262 عائلة.